# Мауро Кірога
Мауро Кірога (ісп. Mauro Quiroga, нар. 7 грудня 1989, Консепсьйон-дель-Уругвай) — аргентинський футболіст, фланговий півзахисник, нападник мексиканського «Атлетіко Сан-Луїс».

## Ігрова кар'єра
Народився 7 грудня 1989 року в місті Консепсьйон-дель-Уругвай. Вихованець футбольної школи клубу «Химнасія» з рідного міста. За його головну команду дебютував 2008 року. Граючи за цю нижчолігову команду демонстрував феноменальну результативність (28 голів у 28 матчах за два) і привернув увагу скаутів європейських команд. 2010 року 20-річного нападника взяв в оренду іспанський «Лас-Пальмас», за який він за два сезони у 55 матчах Сегунди 12 разів вражав ворота суперників.
Протягом 2012—2014 років і далі виступав у другому іспанському дивізіоні, провівши по сезону у складі «Луго» та «Алавеса».
2014 року повернувся на батьківщину де грав за «Атлетіко Рафаела», рідну «Химнасію» та «Сан-Мартін» (Тукуман).
У 2017 році став гравцем «Архентінос Хуніорс», в якому мав проблеми з потраплянням до основного складу і з якого був за рік відданий в оренду до чилійського «Куріко Унідо». На початку 2019 року уклав повноцінний контракт із цим клубом, а вже влітку перейшов до мексиканського клубу «Некакса». В Апертурі чемпіонату Мексики сезону 2019 року забив 12 голів і розділив з Аланом Пулідо титул найкращого бомбардира турніру.
У липні 2020 року нападника до своїх лав запросив «Атлетіко Сан-Луїс», сплативши за його трансфер 3,5 мільйона євро.